# Megan Park
Megan Marie Park, född 24 juli 1986 i Lindsay i Ontario, är en kanadensisk skådespelerska och regissör. Hon har bland annat gjort sig känd för att spela rollen som Grace Bowman i TV-serien The Secret Life of the American Teenager. År 2021 gjorde hon regidebut med filmen The Fallout, som lyckades kamma hem tre stycken filmpriser på South by Southwest, och som senare släpptes för streaming på HBO Max.
Megan Park är sedan den 10 oktober 2015 gift med skådespelaren och sångaren Tyler Hilton, som hon träffade under inspelningarna av filmen Charlie Bartlett år 2006. Tillsammans har de en dotter, född den 20 december 2019 och en son född den 9 juli 2024.

## Filmografi (i urval)

### Skådespelerska

#### Filmer
- 2007 – Charlie Bartlett
- 2007 – Diary of the Dead
- 2011 – A Cinderella Story: Once Upon a Song
- 2012 – Guns, Girls and Gambling
- 2013 – So Undercover
- 2013 – What If
- 2015 – Demonic
- 2015 – Room
- 2016 – Central Intelligence
- 2018 – Dog Days

#### TV-serier
- 2008–2013 – The Secret Life of the American Teenager (TV-serie)
- 2010 – Entourage (TV-serie)
- 2011 – Happy Endings (TV-serie)
- 2012 – The Newsroom (TV-serie)
- 2013–2014 – The Neighbors (TV-serie)
- 2015 – Jane the Virgin (TV-serie)
- 2017 – Imposters (TV-serie)
- 2019 – Young Sheldon (TV-serie)

### Regissör

#### Musikvideos
- 2017 – "Rich White Girls" (Mansionz)
- 2017 – "Watch" (Billie Eilish)
- 2018 – "Buzzin" (Alina Baraz)
- 2018 – "I Wanna Know" (RL Grime featuring Daya)
- 2018 – "City on Fire" (Tyler Hilton)

#### Filmer
- 2021 – The Fallout
- 2024 – My Old Ass[2]